# Serralunga di Crea
Serralunga di Crea är en ort och kommun i provinsen Alessandria i regionen Piemonte i Italien. Kommunen hade 535 invånare (2018).